# Tulameen
Tulameen, ursprünglich Otter Flat benannt, ist eine kleine unselbständige Gemeinde in der kanadischen Provinz British Columbia, etwa 26 km nordwestlich der am Crowsnest Highway (Highway 3) gelegenen Kleinstadt Princeton und etwa 185 km nordöstlich von Vancouver. Am Südrand des Otter Lake sowie vom Otter Creek durchflossen und unmittelbar nördlich des Tulameen River liegt Tulameen im Windschatten der Canadian Cascades und erfreut sich eines semi-ariden Klimas, das den Ort vor den heftigen Regenfällen westlich der Berge bewahrt.

## Geschichte

### Europäische Besiedlung
Unter Pelzhändlern war der Ort als Campement des Femmes Frauen-Camp, in der Sprache der Ureinwohner Tseistn bekannt, welches sich auf dem Gebiet des heutigen Tulameen befand; der Ort wurde als Lager der Frauen der First Nations genutzt, wenn die Männer sich auf der Jagd befanden. In den Jahrzehnten der europäischen Erkundungen abgelegener Gebiete der heutigen Provinz, die auf die Schaffung der Kolonie British Columbia (1858) folgte, und während des sich nahbei ereignenden Fraser-Canyon-Goldrauschs sowie der dadurch ausgelösten hektischen Aktivitäten führte die Prospektion 1885 zur Entdeckung von Gold nahe der Mündung des Granite Creek in den Tulameen River in der Nähe des heutigen Coalmont, etwa 8 km südlich von Tulameen und etwa 18 km nordwestlich von Princeton, welches an der Mündung des Tulameen in den Similkameen River liegt.
Um die Fundstelle herum entstand über Nacht aus dem Nichts die Boomtown Granite Creek (auch unter der Fehlbezeichnung Granite City bekannt). Sie wurde (wie viele ähnliche Orte in British Columbia) als kommende großartige Stadt in der neuen Provinz gepriesen und beanspruchte selbst den Status der drittgrößten Stadt der Provinz.
Einige Goldschürfer, die diesen Ansturm miterlebt hatten, sammelten sich an den zugänglichen Ufern des Otter Lake. Sie gründeten dadurch die Siedlung Otter Flat oder Otter Lake mit einer Reihe von Geschäften, zwei Hotels, einem Saloon und einem Postamt.

### Ära des Eisenbahnbaus
Der Name Otter Flat wurde bis 1901 benutzt, als die Gemeinde eine gewisse Stabilität im Zusammenhang mit ihrer Lage an der südlichen Hauptlinie der Canadian Pacific Railway erreichte, welche 1896 nach einer Routenvariante der US-amerikanischen Great Northern Railway zum Tulameen River gebaut wurde. Der Name Tulameen wurde 1924 offiziell angenommen.
Die südliche Hauptlinie wird heute allgemein als Kettle Valley Railway (KVR) bezeichnet und verband die ursprüngliche Hauptlinie ab Hope mit den Städten und Boomtowns im Okanagan Country und in der Kootenay-Region weiter im Osten; heute ist ein Großteil der Strecke zu einem öffentlichen Wander- und Radweg umgenutzt, der Teil des Trans Canada Trail ist. Während dieser Periode wurde ein passendes Straßennetz angelegt, und die Anziehungskraft des Sees, die Berglandschaft und das trockene Klima der Gegend ermutigten erste Erholung Suchende, sich niederzulassen, zumal Tulameen einigen Vorteil daraus zog, die erste Stadt der Trockenzone am Ende einer Bahnreise zu sein, die über die steilen Anstiege an den Othello-Tunneln des Coquihalla Canyon und des Coquihalla Pass zu sein. Die Kohlevorkommen der Region waren für die Eisenbahngesellschaften nützlich, so dass die Stadt zum regulären Haltepunkt für die Übernahme von Kohle und Wasser im Zeitalter der Dampfmaschine wurde.
Obwohl der frühe Tourismus Tulameen nie in den eleganten Badeort verwandelte, der er hätte sein können, erfreute sich die Stadt eines anderen kleinen Entwicklungsschubs mit der Entdeckung eines großen Kohlelagers im Gebiet, als in den 1920er Jahren im nahegelegenen Blakeburn eine Kohlemine entstand, die aber nur bis etwa 1940 Bestand hatte.

### Tulameen heute
In Tulameen leben ständig etwa 300, zeitweise weitere 150 Einwohner. Diese Zahl wächst in den Sommermonaten an. In der Gemeinde gibt es Quad-Vermieter, ein Gemeindezentrum, eine Freiluft-Eislaufbahn, eine Bibliothek, eine Freiwillige Feuerwehr, einen Skidoo-Handels- und Reparatur-Betrieb und einen Gemischtwarenladen.
Tulameen liegt im Wahlbezirk ‚H‘ des Regionaldistrikts Okanagan-Similkameen (RDOS).
Otter Lake
Dieser sehr beliebte 6 km lange See bedeckt etwa 290 ha auf einer Höhe von 823 m. Er wird zu Erholungszwecken, namentlich zum Schwimmen, Wasserski-Fahren und Angeln (Regenbogenforelle, Bachsaibling und Kokanee Salmon), genutzt. Die Gemeinde Tulameen liegt am Südufer des Sees, der Campingplatz im Otter Lake Provincial Park an seinem Nordwestufer. Allerdings liegt ein Teil des aus mehreren Blöcken bestehenden Parks auch unmittelbar im nördlichen Bereich der Gemeinde am Seeufer. Ein schöner Radweg führt durch Tulameen entlang des Trans Canada Trail an einem Eisladen vorbei.
„The Trading Post“
Das Einkaufszentrum von Tulameen bietet neben einem Gemischtwarenladen ein Restaurant, einen Spitiruosengeschäft, ein Postamt und eine Tankstelle.
„The Otter Sleep Inn“
Es gibt ein Motel mit sechs Räumen, die fast das ganze Jahr frei, aber in den Sommermonaten fest vermietet sind. Im Motel gibt es einen Propan-Verkauf, ein öffentliches Telefon, öffentliche Duschen (gegen Bezahlung) und einen kleinen Waschsalon.
Sommer-Events
Am langen Wochenende im August findet der „Tulameen Daze“ mit einem Umzug am Samstag-Mittag statt. Für Kinder und Jugendliche der Gemeinde werden viele Angebote und Beschäftigungen bereitgestellt; die Erwachsenen vergnügen sich derweil im Biergarten, z. B. beim Hufeisenwerfen.
Die Gemeinde veranstaltet im Gemeindehaus einen Lunch mit Fleisch und Maiskolben. Auf der Hauptstraße gibt es viele Attraktionen und Wettspiele, Entenrennen, Verlosungen und Marktstände. Montags gibt es das Großreinemachen nach einem Pancake-Frühstück.
Alle zum Tulameen Daze gesammelten Einnahmen kommen der Gemeinde und der Feuerwehr zugute.
Anmerkung
Der Name „Tulameen“ wird im Poem „Say the Names“ des kanadischen Dichters Al Purdy besungen.